# FIS (tvrtka)
FIS je bosanskohercegovačka privatna tvrtka. 

## Povijest
FIS je s poslovanjem započeo 1995. godine u obiteljskoj kući najprije kao trgovina na malo, a zatim i veleprodaja. Dvije godine kasnije FIS otvara prvi prodajni objekt u Vitezu na oko 2000 m2 korisne površine. Već 1998. FIS u Banjoj Luci otvara prvi prodajni centar izvan Viteza. Dana 17. prosinca 2003. godine u rad je svečano pušten prvi Prodajni centar FIS na 64.000 m2 što je značajno doprinijelo razvoju viteškog Poslovnog centra 96.
Od 2005. FIS pušta u rad Tvornicu namještaja Ambyenta, a iste godine FIS je zapošljavao 1570 radnika. Prvi prodajni centar izvan granica BiH otvoren je 2005. u Splitu. FIS se, osim proizvodnjom namještaja, bavi i proizvodnjom čarapa, kućnog tekstila i dječje odjeće. Godine 2013. u Banjoj Luci je otvoren novi objekt, koji je nakon onog u Vitezu najveći FIS-ov prodajni centar. Od 2016. u Mostaru na oko 7000 m2 posluje prvi prodajni centar na području Hercegovine. Tvrtka je vlasnik i sportsko-rekreacijskog centra i turističkog naselja EKO-FIS Vlašić na Babanovcu.
Godine 2015. FIS Vitez imao je ukupan promet od 307,2 milijuna KM, 16 prodajnih centara u BiH i Hrvatskoj i više od 3.000 zaposlenika.

## Prodajni centri
- Banja Luka
- Bugojno
- Brčko
- Bijeljina
- Bihać
- Cazin
- Čelinac
- Dugopolje
- Dujmovača (Solin)
- Doboj Jug
- Gračanica
- Livno
- Mostar
- Sanski Most
- Sarajevo
- Slavonski Brod
- Vitez
- Žepče[3]

## Vanjske poveznice
- Službene stranice